# Nectandra
Nectandra är ett släkte av lagerväxter. Nectandra ingår i familjen lagerväxter.

## Dottertaxa tillNectandra, i alfabetisk ordning[1]
- Nectandra acuminata
- Nectandra acutifolia
- Nectandra amazonum
- Nectandra ambigens
- Nectandra angusta
- Nectandra angustifolia
- Nectandra astyla
- Nectandra aurea
- Nectandra baccans
- Nectandra barbellata
- Nectandra bartlettiana
- Nectandra belizensis
- Nectandra bicolor
- Nectandra brittonii
- Nectandra brochidodroma
- Nectandra canaliculata
- Nectandra canescens
- Nectandra caudatoacuminata
- Nectandra cerifolia
- Nectandra cissiflora
- Nectandra citrifolia
- Nectandra coeloclada
- Nectandra colorata
- Nectandra cordata
- Nectandra coriacea
- Nectandra crassiloba
- Nectandra cufodontisii
- Nectandra cuneatocordata
- Nectandra cuspidata
- Nectandra dasystyla
- Nectandra debilis
- Nectandra discolor
- Nectandra egensis
- Nectandra embirensis
- Nectandra filiflora
- Nectandra fragrans
- Nectandra fulva
- Nectandra furcata
- Nectandra gardneri
- Nectandra globosa
- Nectandra gracilis
- Nectandra grandiflora
- Nectandra grisea
- Nectandra guadaripo
- Nectandra herrerae
- Nectandra heterotricha
- Nectandra hihua
- Nectandra hirtella
- Nectandra hypoleuca
- Nectandra impressa
- Nectandra japurensis
- Nectandra krugii
- Nectandra lanceolata
- Nectandra latissima
- Nectandra laurel
- Nectandra leucantha
- Nectandra leucocome
- Nectandra lineata
- Nectandra lineatifolia
- Nectandra longicaudata
- Nectandra longifolia
- Nectandra longipetiolata
- Nectandra lundellii
- Nectandra maguireana
- Nectandra martinicensis
- Nectandra matogrossensis
- Nectandra matthewsii
- Nectandra matudai
- Nectandra maynensis
- Nectandra megapotamica
- Nectandra membranacea
- Nectandra micranthera
- Nectandra microcarpa
- Nectandra minima
- Nectandra mirafloris
- Nectandra nitida
- Nectandra nitidula
- Nectandra obtusata
- Nectandra olida
- Nectandra oppositifolia
- Nectandra ovatocaudata
- Nectandra paranaensis
- Nectandra parviflora
- Nectandra patens
- Nectandra paucinervia
- Nectandra pearcei
- Nectandra pichurim
- Nectandra psammophila
- Nectandra pseudocotea
- Nectandra puberula
- Nectandra pulchra
- Nectandra pulverulenta
- Nectandra purpurea
- Nectandra ramonensis
- Nectandra reflexa
- Nectandra reticulata
- Nectandra rigida
- Nectandra riparia
- Nectandra roberto-andinoi
- Nectandra rudis
- Nectandra ruforamula
- Nectandra salicifolia
- Nectandra salicina
- Nectandra sanguinea
- Nectandra smithii
- Nectandra sordida
- Nectandra spicata
- Nectandra subbullata
- Nectandra tomentosa
- Nectandra truxillensis
- Nectandra turbacensis
- Nectandra umbrosa
- Nectandra utilis
- Nectandra warmingii
- Nectandra weddellii
- Nectandra venulosa
- Nectandra viburnoides
- Nectandra wurdackii
- Nectandra yarinensis